# Frank Albert Cotton
Frank Albert Cotton (9 abril 1930, Filadèlfia, Pennsilvània, EUA — 20 febrer 2007, College Station, Texas, EUA) fou un destacat químic estatunidenc.

## Vida
Cotton fou nomenat Frank Abbot Cotton quan naixé. El seu pare, Albert Cotton, era enginyer i morí jove, quan Cotton només tenia dos anys. La seva mare començà anomenar Albert, com el seu pare, al seu fill i passà a ser Frank Albert Cotton malgrat mai es canvià el nom oficialment. Estudià en escoles públiques i realitzà els seus estudis superiors al Drexel Institute of Technology i a la Universitat Temple, de Filadèlfia, on es graduà en química el 1951. Es doctorà el 1955 a la Universitat Harvard sota la direcció de Geoffrey Wilkinson, Premi Nobel de Química el 1973. L'estiu del 1952 treballà al Laboratori de Los Álamos on conegué Enrico Fermi, i la primavera del 1954 realitzà una estada a la Universitat de Copenhagen conjuntament amb Wilkinson i conegueren dos estudiants, Christian Klixbüll Jørgensen i Carl Ballhausen, interessats en l'aplicació de la teoria del camp del cristall en l'explicació dels espectres dels complexos de coordinació. El 1955 ingressà el mateix any al Massachusetts Institute of Technology. El 1959 es casà amb Diane (Dee) Dornacher, amb la qual tingueren dues filles. El 1961 esdevingué la persona més jove, 31 anys, que aconseguí ser professor. El 1972 es traslladà la Universitat de Texas A&M com a professor del departament de química, i el 1982 fou nomenat director del Laboratory for Molecular Structure and Bonding. Fou guardonat amb la Medalla de la Ciència el 1982, amb la Medalla Priestley el 1998 i amb el premi de la Fundació Wolf el 2000.